# Olmecazomus
Pour les articles homonymes, voir Olmeca.
Genre
Synonymes
- Olmeca Monjaraz-Ruedas & Francke, 2017 nec Lamothe-Argumedo & Pineda-López, 1990

Olmecazomus est un genre de schizomides de la famille des Hubbardiidae.

## Distribution
Les espèces de ce genre sont endémiques du Mexique. Elles se rencontrent au Chiapas et au Veracruz.

## Liste des espèces
Selon Monjaraz-Ruedas et Francke en 2017 :
- Olmecazomus brujo (Monjaraz-Ruedas & Francke, 2017)
- Olmecazomus cruzlopezi (Monjaraz-Ruedas & Francke, 2017)
- Olmecazomus santibanezi (Monjaraz-Ruedas & Francke, 2017)

## Systématique et taxinomie
Ce genre a été décrit sous le nom Olmeca par Monjaraz-Ruedas et Francke en 2017 mais ce nom est préoccupé par Olmeca Lamothe-Argumedo et Pineda-López, 1990 chez les trématodes. Il est donc remplacé par Olmecazomus par Monjaraz-Ruedas, Prendini et Francke en 2019.

## Publications originales
- Monjaraz-Ruedas, Prendini & Francke, 2019 :  Systematics of the short-tailed whipscorpion genus Stenochrus Chamberlin, 1922 (Schizomida, Hubbardiidae), with descriptions of six new genera and five new species. Bulletin of the American Museum of Natural History, no 435, p. 1-91 (texte intégral).
- Monjaraz-Ruedas & Francke, 2017 : A new genus of schizomids (Arachnida: Schizomida: Hubbardiidae) from Mexico, with notes on its systematics. Systematics and Biodiversity, vol. 15, no 5, p. 399-413.